# The Last Farewell
The Last Farewell è un singolo del cantante britannico-keniano Roger Whittaker, pubblicato nel 1971.
La canzone è stata scritta da Whittaker con Ron A. Webster ed è inserita nell'album New World in the Morning. La canzone, con 10 milioni di copie, è uno dei singoli più venduti nel mondo.

## Cover
Tra gli artisti che hanno eseguito la cover del brano vi sono Elvis Presley (nell'album From Elvis Presley Boulevard, Memphis, Tennessee), Clem Tholet e Chet Atkins (nell'album Street Dreams).